# Gahania brunnea
Gahania brunnea är en skalbaggsart som beskrevs av Reé Michel Quentin och Jean François Villiers 1970. Gahania brunnea ingår i släktet Gahania och familjen långhorningar.
Artens utbredningsområde är Malawi. Inga underarter finns listade i Catalogue of Life.